# Saint-Mariens
 Saint-Mariens  là một xã thuộc tỉnh Gironde trong vùng Aquitaine tây nam nước Pháp. Xã này nằm ở khu vực có độ cao trung bình 45mét trên mực nước biển.